# كأس جمهورية أيرلندا 1930–31
كأس جمهورية أيرلندا 1930–31 (بالإنجليزية: 1930–31 FAI Cup)‏ هو الموسم 10 من كأس جمهورية أيرلندا. أشرف على تنظيمه اتحاد أيرلندا لكرة القدم، وفاز فيه نادي شامروك روفرز.